# Штрайтер, Михаэль
Михаэ́ль Штра́йтер (нем. Michael Streiter; род. 19 января 1966[…], Халль-ин-Тироль, Тироль) — австрийский футболист и футбольный тренер.

## Карьера

### Клубная
Выступал на позиции свипера. Дебютировал в 17-летнем возрасте в составе «Ваккера» в сезоне 1983/84. Играл в Инсбруке в течение 14 лет, только в 1997 году перешёл в венскую «Аустрию». В 2000 году вернулся в Инсбрук, завершил карьеру игрока в скромном «Ваттенсе».

### В сборной
Дебютировал в августе 1989 года в матче против Исландии. Сыграл 34 игры, забил 1 гол. Был участником чемпионата мира 1990. Последний раз играл за сборную в сентябре 1999 года против Испании.

## Достижения
- Чемпион Австрии: 1989, 1990
- Обладатель Кубка Австрии: 1989, 1993